# Pittosporum eriocarpum
Pittosporum eriocarpum là một loài thực vật thuộc họ Pittosporaceae, là loài đặc hữu của Ấn Độ. Loài này hiện đang bị đe dọa vì mất môi trường sống.

## Hình ảnh

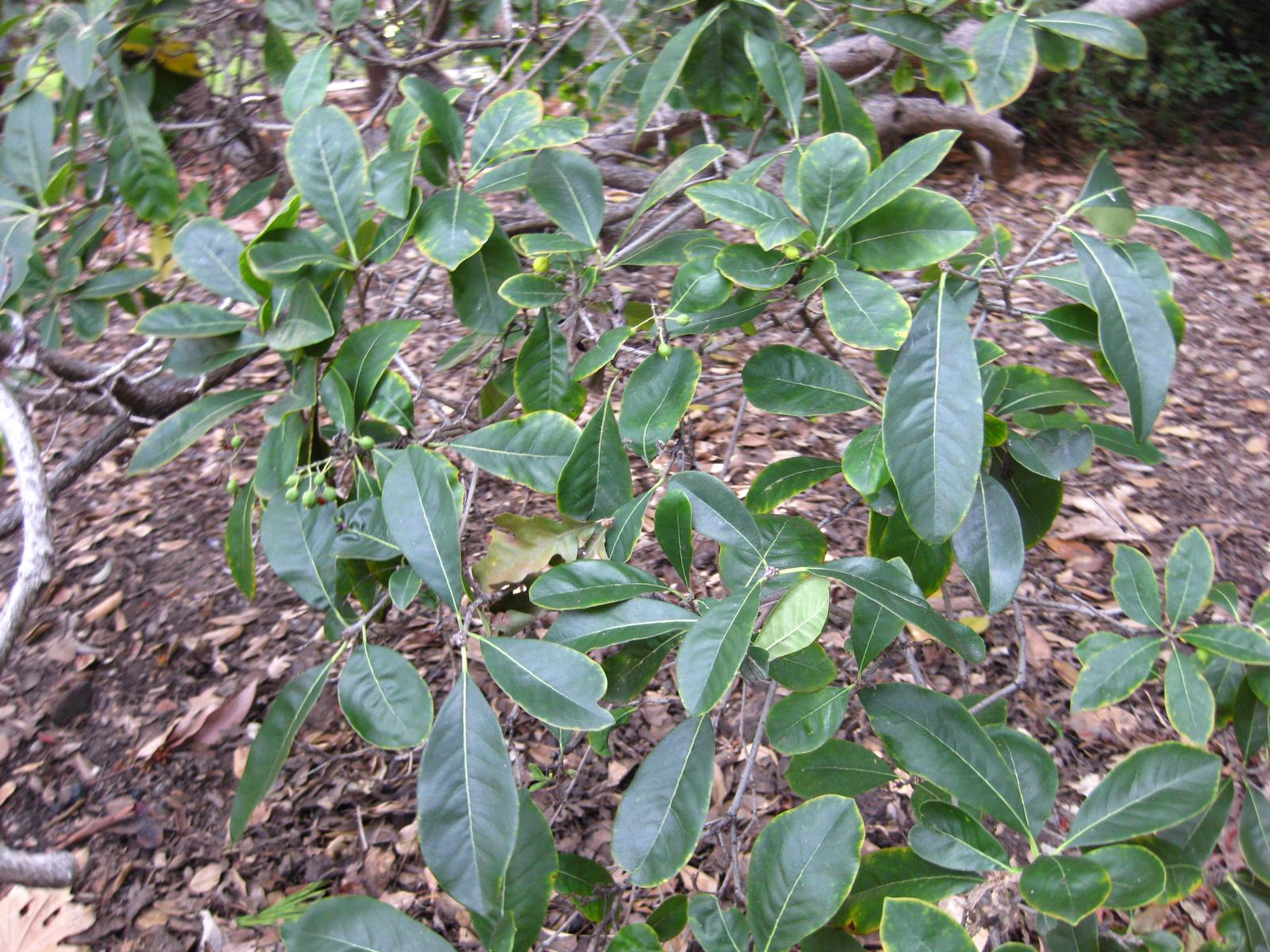
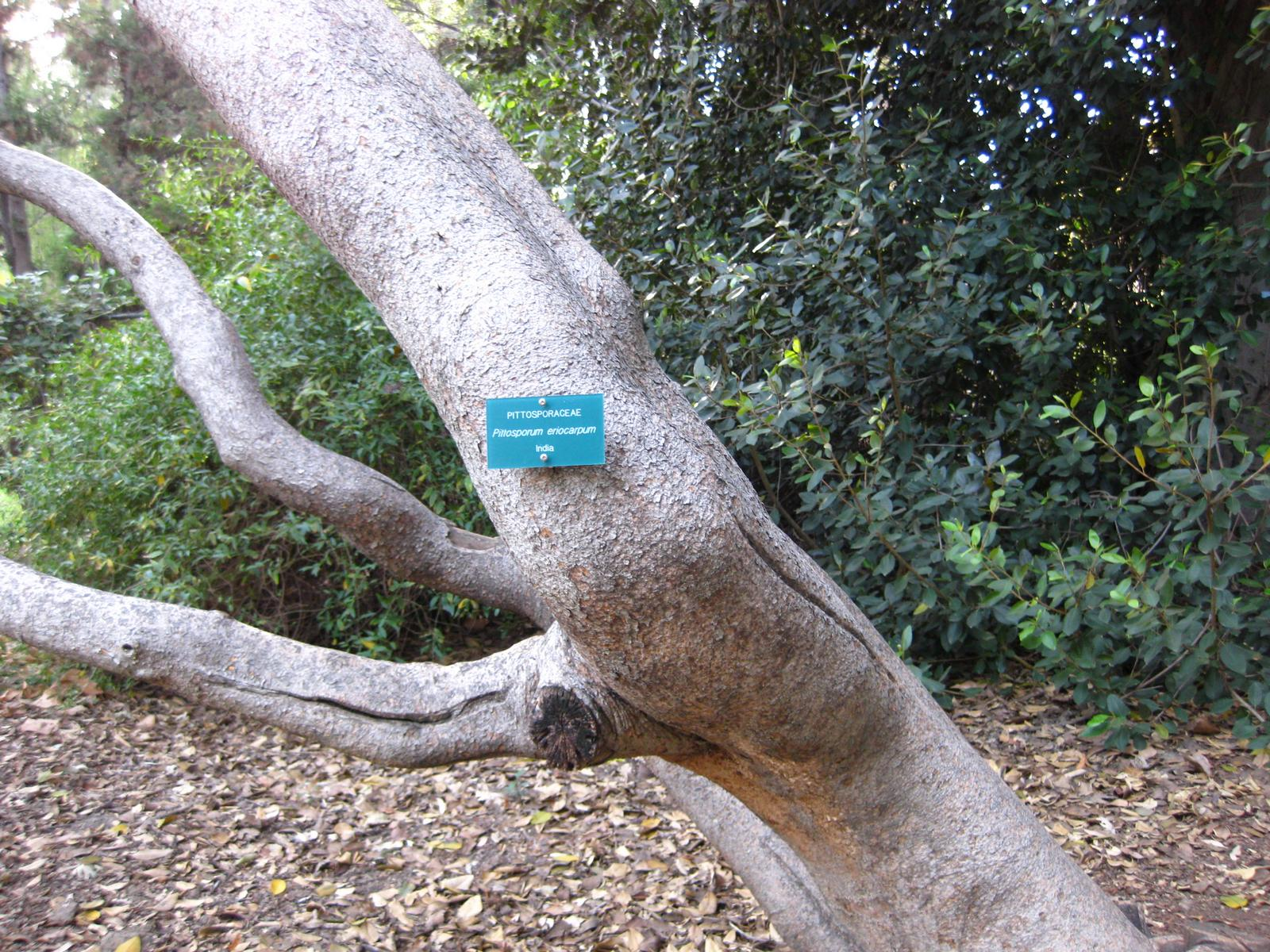